# Asymmetrierelais
Das Asymmetrierelais ist ein elektrisches Bauteil zur Überwachung von Niederspannungsnetzen mit Dreiphasenwechselstrom, welche galvanisch vom übrigen Netz getrennt sein können. Seine Aufgabe ist es, einen möglichen Anlagenfehler rechtzeitig zu erkennen, bevor ein größerer Schaden auftritt.

## Anwendung
Asymmetrierelais werden in dreiphasigen Wechselspannungsnetzen bis 690 V~  eingesetzt. Das Relais hat die Aufgabe, Spannungsasymmetrien und Spannungsabsenkungen im Netz zu überwachen. Es benötigt keinen Sternpunktanschluss und ist damit universell für Dreileiternetze (z. B. 3 AC 460 V) und Vierleiternetze (z. B. 3/N AC 460/254 V) geeignet. Die Ansprechwerte für Asymmetrie, Unterspannung und Zeitverzögerung sind stufenlos einstellbar. Hilfs- und Meldespannungen sind galvanisch vom Netz getrennt. Spezielle Eingangstransformatoren dämpfen die Übertragung von Störfaktoren aus dem zu überwachenden Netz. Für den Einsatz in Netzen mit erhöhtem Anteil von Spannungsoberschwingungen und Spannungsspitzen sind spezielle Schutzbeschaltungen im Relais eingebaut (z. B. für Netze mit angeschlossenen Wechselrichtern oder Frequenzumrichtern). Für die Ausgangssignale stehen potenzialfreie Kontakte zur Verfügung. Haupteinsatzgebiete des Relais sind Anlagen mit störungsempfindlichen Produktionsabläufen wie Chemieanlagen, EDV-Systeme, Lebensmittelindustrie sowie in explosions- und feuergefährdeten Betriebsstätten.

## Wirkungsweise
Die Istwerte der Außenleiterspannungen werden galvanisch vom Netz getrennt und durch spezielle Messtransformatoren erfasst.
Diese Messgrößen werden gefiltert und der Auswerteschaltung zugeführt. Die elektronische Auswerteeinheit vergleicht die Istwerte miteinander und wertet die Differenz zur Asymmetrieerfassung aus. Gleichzeitig werden die Istwerte durch Vergleich mit einem vorgegebenen Sollwert auf ihre absolute Größe zur Erfassung von Unterspannung überwacht. Ansprechwerte für Asymmetrie und Unterspannung sind getrennt einstellbar und richten sich nach der jeweiligen Anlagenkonfiguration. Wird einer dieser Werte durch einen oder mehrere Istwerte unter- bzw. überschritten, kommt es nach einer einstellbaren Verzögerungszeit zum Ansprechen des Relais. Die Zeitverzögerung bleibt auch bei Ausfall einer Phase voll wirksam. Bei totalen Netzausfall wird die eingestellte Verzögerungszeit unwirksam. Die Rücksetzung des Relais erfolgt automatisch und unverzögert, wenn alle Istwerte die vorgegebenen Sollwerte erreicht haben. Bei der Einstellung des Relais ist die Schalthysterese (meistens 2 % vom Ansprechwert) zu berücksichtigen.